# Giovanni Vincenzo Zerbi
Pour les articles homonymes, voir Zerbi.
Giovanni Vincenzo Zerbi  ou Vincenzio Zerbi est un peintre italien natif de Gênes  qui fut actif au XVIIe siècle.

## Biographie
Giovanni Vincenzo Zerbi a été un peintre baroque principalement actif dans la zone de Gênes comme portraitiste. Il était un disciple du peintre génois Domenico Fiasella.

## Sources
- (en) Cet article est partiellement ou en totalité issu de l’article de Wikipédia en anglais intitulé « Giovanni Vincenzo Zerbi » (voir la liste des auteurs).